# Pete i Tillie
Peter i Tillie (títol original en anglès: Pete 'n' Tillie) és una pel·lícula estatunidenca dirigida per Martin Ritt, estrenada el 1972. Ha estat doblada al català.

## Argument
Walter Matthau i Carol Burnett són uns amics que acaben convertint-se en amants, i posteriorment en marit i muller.

## Repartiment
- Walter Matthau: Pete
- Carol Burnett: Tillie
- Geraldine Page: Gertrude
- Barry Nelson: Burt
- Rene Auberjonois: Jimmy Twitchell
- Lee Montgomery: Robbie
- Henry Jones: Mr. Tucker
- Kent Smith: pare Keating
- Whit Bissell: Ministre
- Cloris Leachman: Tillie Schaefer

## Premis i nominacions

### Premis
- 1974: BAFTA al millor actor per Walter Matthau

### Nominacions
- 1973: Oscar a la millor actriu secundària per Geraldine Page
- 1973: Oscar al millor guió adaptat per Julius J. Epstein
- 1973: Globus d'Or al millor actor musical o còmic per Walter Matthau
- 1973: Globus d'Or a la millor actriu musical o còmica per Carol Burnett
- 1973: Globus d'Or a la millor actriu secundària per Geraldine Page